# Berthold Auerbach

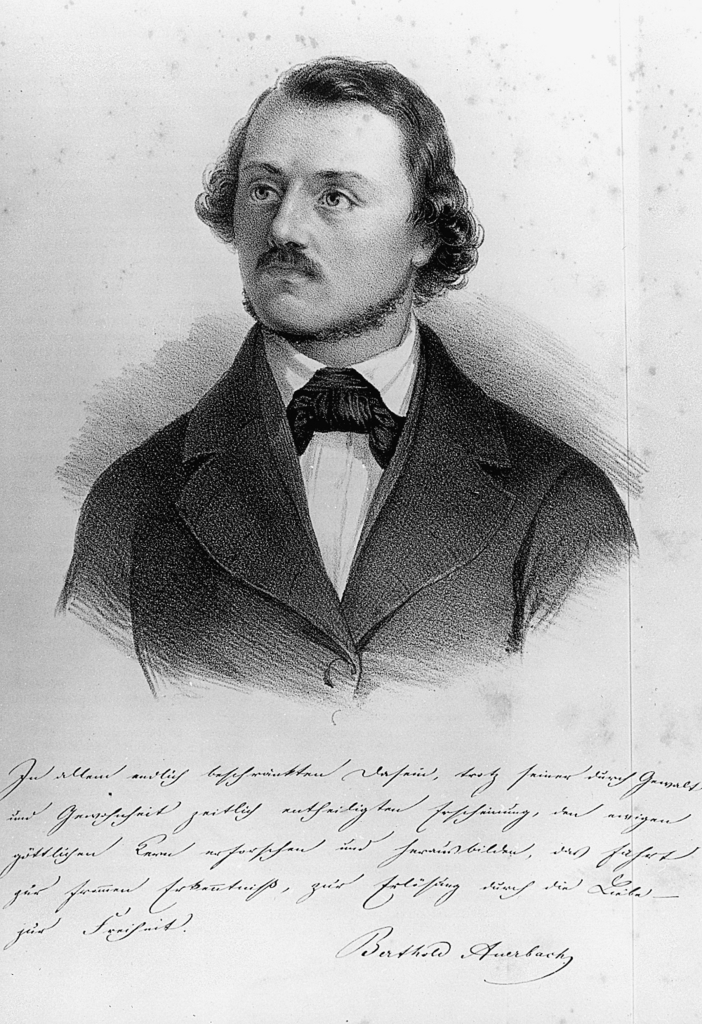
Berthold Auerbach, Porträt mit Schriftprobe, Mitte 19. Jahrhundert

Berthold Auerbach, eigentlich Moses Baruch Auerbacher, (geboren am 28. Februar 1812 in Nordstetten (heute Ortsteil von Horb); gestorben am 8. Februar 1882 in Cannes) war ein deutscher Schriftsteller.

## Leben
Berthold Auerbach wurde als neuntes Kind des Händlers Jacob Auerbach und dessen Ehefrau Edel Frank geboren. Er besuchte die 1822 in Nordstetten eröffnete erste jüdische Elementarschule im Königreich Württemberg. Er sollte nach dem Vorbild des Großvaters Rabbiner werden.

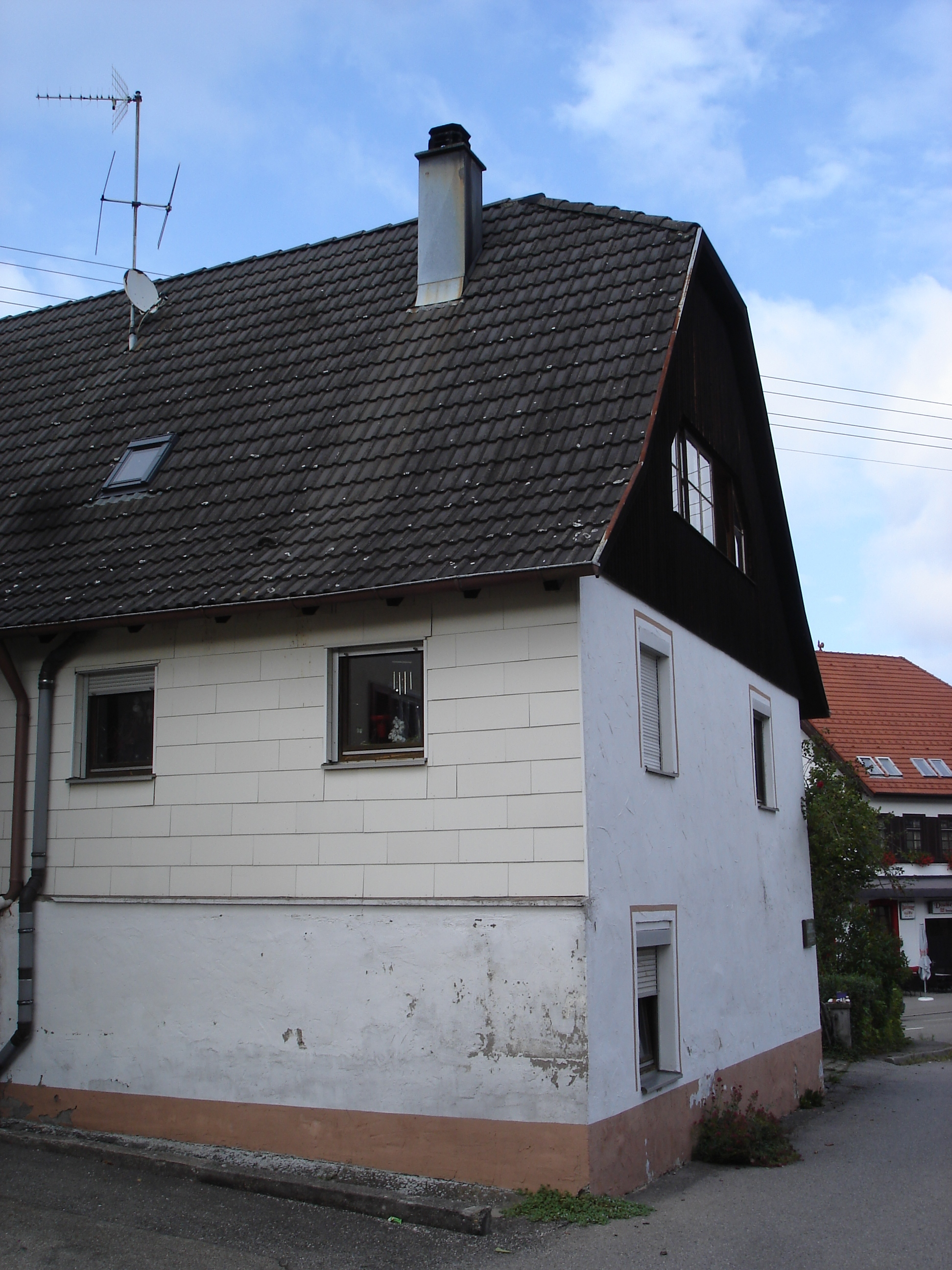
Auerbachs Geburtshaus in Nordstetten

1825 feierte Auerbach dreizehnjährig seine Bar Mizwa und wurde im gleichen Jahr auf die Talmudschule (Beth-Hamidrash) in Hechingen geschickt. Ab 1827 war die finanzielle Lage der Familie derart schwierig, dass sie kein weiteres Schulgeld mehr bezahlen konnte. Auerbach verließ Hechingen, um in Karlsruhe die Rabbinatsschule zu besuchen. Hier wohnte er bei seinem Onkel Meier Auerbach und schloss die lebenslange Freundschaft mit dem entfernt verwandten Jacob Auerbach.
1830 wechselte Auerbach an das Obere Gymnasium in Stuttgart. Dort stand er der verbotenen Schüler- und Studentenverbindung Amicitia nahe. Als er im zweiten Anlauf in Stuttgart die Aufnahmeprüfung bestand, wurde ihm ein kleines königliches Stipendium zugebilligt. 1832 nahm er ein Studium der Rechtswissenschaften an der Universität Tübingen auf, wechselte aber schon im nächsten Semester zum Fach Philosophie. In Tübingen wurde Auerbach 1832 Kneip-Mitglied der verbotenen Burschenschaft Germania. Als der politische Druck wuchs, beantragte Auerbach im März 1833 einen Reisepass, um nach München zu gehen. Zu dieser Zeit war er bereits Mitglied des äußeren Kreises der Germania.

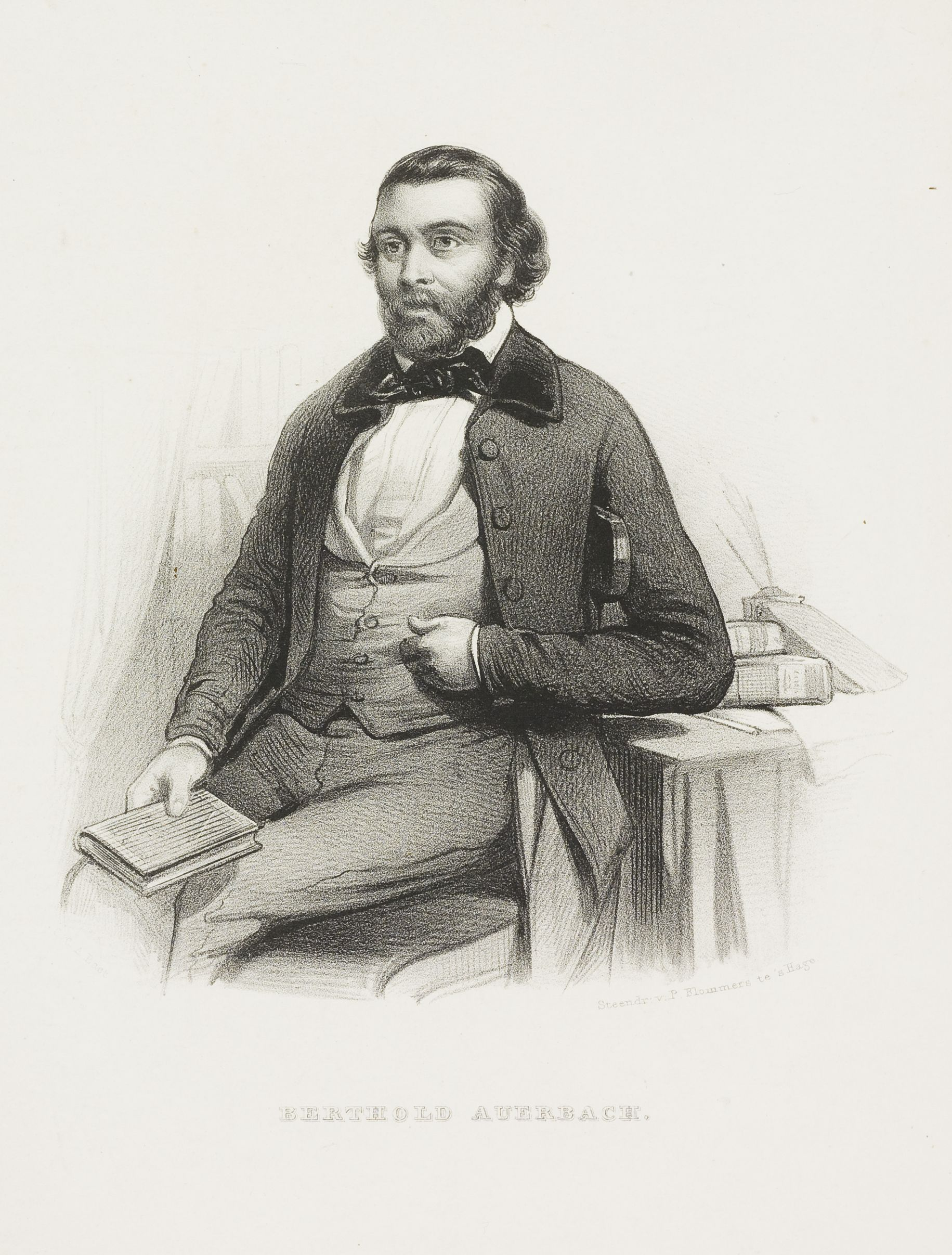
Berthold Auerbach

1833 immatrikulierte er sich in München für das Fach Philosophie und gab auch gleich sein Empfehlungsschreiben bei Schelling ab. Am 23. Juni 1834 um 5 Uhr morgens wurde er verhaftet und als radikal-liberaler Burschenschafter wegen staatsfeindlicher Umtriebe unter Polizeiaufsicht gestellt. Die Universität München zwangsexmatrikulierte ihn zwar, doch durfte er „gnadenhalber“ sein Studium in Heidelberg abschließen.
Am 12. Dezember 1836 wurde Auerbach vom Gerichtshof in Tübingen zu zwei Monaten Festungshaft verurteilt, was im Schwarzen Buch der Frankfurter Bundeszentralbehörde (Eintrag Nr. 37) vermerkt wurde. Am 8. Januar 1837 trat er seine Strafe auf der Festung Hohenasperg an. Da in diesem Gefängnis fast ausschließlich Burschenschafter eingesperrt waren, nannte es der Volksmund „Demagogenherberge“. Am 8. März 1837 wurde er nach Stuttgart entlassen. Als Vorbestraftem war ihm dadurch der Weg ins Rabbinat verschlossen und er wandte sich notgedrungen der Schriftstellerei zu.
Auerbach wurde am 3. Oktober 1838 in die Freimaurerloge Zur aufgehenden Morgenröte in Frankfurt am Main aufgenommen, die ihm in einer Trauerloge am 26. Februar 1882 bestätigte, dass er dem „Bruderbunde bis an sein Ende unwandelbare Treue bewahrt hat“.
Bereits 1841 erschien seine Übersetzung der Sämtlichen Werke des Philosophen Baruch Spinoza aus dem Lateinischen.
Im Jahr 1842 gelang ihm mit seinen Schwarzwälder Dorfgeschichten der Durchbruch, in denen er „ein ganzes Dorf vom ersten bis zum letzten Hause“ schilderte. Das Werk gab der Erzählgattung der Dorfgeschichte den Namen und beeinflusste Autoren wie Honoré de Balzac, Iwan Sergejewitsch Turgenew und Leo Tolstoi, mit den letzteren stand er auch in persönlichem Kontakt. Dem zunehmenden Antisemitismus in Deutschland stand er am Ende seines Lebens verbittert gegenüber: „Vergebens gelebt und gearbeitet!“, schrieb er 1880. Er konstatierte: „Es ist eine schwere Aufgabe, ein Deutscher und ein deutscher Schriftsteller zu sein, und noch dazu ein Jude.“ Bereits zuvor schrieb er: „Will sich aber der Jude frei und selbständig, mit dem ganzen Gehalte einer eigentümlichen Persönlichkeit, neben sie, oder gar gegen eine ihrer Tendenzen stellen, so brechen die Spuren eines nur überdeckten Judenhasses hervor.“

Berthold Auerbach, Stich von Veit Froer 1884

1847 heiratete Auerbach in Breslau Auguste Schreiber. Einer der Trauzeugen war Gustav Freytag. Am 4. März 1848 wurde Sohn August geboren. Ludwig Bamberger erinnerte ironisch an den 29. Februar 1848, als „unmittelbar nach Bekanntwerden der Pariser Revolution die Heidelberger Schneider gegen die Kleiderhändler ihre Menschenrechte im Sturm auf deren Läden zurückzuerobern versuchten.“ Während der Krawalle wurden in Auerbachs Heidelberger Wohnung die Fenster eingeworfen. Das Milchfieber bei Auerbachs Frau zog sich den Monat März über hin, zwischen 16. und 20. März hoffte Auerbach auf Besserung. Am 3. April 1848 nahm er noch an den letzten Verhandlungen des Vorparlaments teil. Am folgenden Tag starb Auguste Auerbach. Johann Jacoby besuchte den unglücklichen Witwer am 10. April, am 15. April verließ Auerbach Heidelberg.
Auerbachs innere Unruhe drängte ihn in die Kämpfe der äußeren Welt. Er ließ sein Kind in Breslau und fuhr nach Wien. „Breslau, November 1848: Ich habe seit dem Tod meiner Auguste noch keine einzige Stunde mich dem Daseinsgefühl hingegeben. Mein liebster Wunsch ist jeden Morgen und jeden Abend, dass ich sterben möge, und wenn mein Kind nicht wäre, so wäre ich auf den Wiener Barrikaden gewiss gefallen.“ In den Wirren der Wiener Revolution suchte er einen neuen Lebenssinn. Obgleich er nicht auf den Barrikaden kämpfte, begab er sich in Lebensgefahr. Er fieberte mit den Revolutionären und verteidigte speziell die Frauen.
Auerbach erhielt durch einen Reichstagsdeputierten die Erlaubnis, auf den Stephansturm zu Messenhauser vorzudringen und die Schlacht bei Inzersdorf zu beobachten. Messenhauser sollte Befehl zum Angriff auf die Leopoldstadt geben, was er verweigerte; wegen seiner Unentschlossenheit verlangte eine Abordnung seinen Rücktritt. Auerbach mischte sich wohl deshalb ein, weil er die jüdischen Delegierten gut kannte.

Ölporträt von German von Bohn (1812–1899), einem Jugendfreund Auerbachs, 1880 in Stuttgart entstanden. Leihgabe des Schiller-Nationalmuseums an das Berthold-Auerbach-Museum in Horb-Nordstetten

Ende desselben Jahres war Auerbach wiederum in Wien zu Vorträgen, wo er Friedrich Hebbel und Friedrich von Bodenstedt kennenlernte. Über die beiden machte er auch die Bekanntschaft mit Nina Landesmann, der Schwester des Schriftstellers Heinrich Landesmann. Am 1. Juli 1849 heiratete Auerbach im mährischen Eisgrub Nina Landesmann. Mit ihr hatte er drei Kinder: Ottilie, Eugen und Rudolf.
Von 1849 bis 1859 lebte er in Dresden, wo er die Dramen Andreas Hofer und Der Wahrspruch herausgab. Weiter publizierte er den Roman Neues Leben, mit dem er dem Lehrer und Schulreformer Carl Reinhardt (1797–1858) ein bleibendes Denkmal setzte, und die Erzählungen Friedrich von Schwaben und Der Brauer von Kulmbach.
In Leipzig erschien 1858–1869 jährlich Berthold Auerbach’s Deutscher Volkskalender mit Beiträgen namhafter Autoren, unter anderem drei Geschichten von Gottfried Keller. Der Herausgeber hatte den Zürcher Dichter 1856 in Dresden kennengelernt und mit ihm Freundschaft geschlossen. 1860 sandte ihm Keller eine Novelle, für die Auerbach den glücklichen Titel „Das Fähnlein der sieben Aufrechten“ fand. Auch durch Besprechungen der Novellensammlung Die Leute von Seldwyla trug Auerbach viel zu Kellers literarischem Ruhm bei.
Am 10. November 1859 wirkte Auerbach am Schillerfest zu Schillers 100. Geburtstag mit, hielt 1861 in der Sing-Akademie zu Berlin einen Vortrag Goethe und die Erzählungskunst zum Besten des Goethe-Denkmals.
Im Januar 1862 wurde ihm der Hausorden der Herzöge von Coburg-Gotha und der preußische Adlerorden 4. Klasse verliehen. Als 1870 der Deutsch-Französische Krieg ausbrach, verfasste Auerbach das begeisterte, annexionsunterstützende Lied „Im Elsaß über dem Rheine, da wohnt ein Bruder mein“. Im Herbst 1881 zog sich der fast siebzigjährige Auerbach eine schwere Lungenentzündung zu. Auf Empfehlung seines Hausarztes ging er auf eine längere Kur nach Cannes. Am 13. Dezember bezog Auerbach seine Zimmer in der Villa Mauvarre, der Privatklinik Tritschler, wo er nach längerer Krankheit am 8. Februar 1882 starb.
Um zwei Uhr nachmittags seines Sterbetags hatte er noch diktiert: „Heller Sonnenschein, Rauschen des Meeres, morgen um diese Stunde atme ich vielleicht nicht mehr…“ Vier Stunden später war er tot. Am nächsten Tag sprach sein Freund Moritz Lazarus aus Nizza eine kleine Laudatio am Sarg. Bis zur Erledigung aller Formalitäten wurde Auerbach in der evangelischen Kirche von Cannes aufgebahrt.
Am 15. Februar 1882 wurde er unter großer Anteilnahme der Bevölkerung auf dem jüdischen Friedhof seines Heimatortes Nordstetten beigesetzt.

## Ehrungen

Ausstellung im Berthold-Auerbach-Museum

In Nordstetten befindet sich heute das Berthold-Auerbach-Museum, das vom Schiller-Nationalmuseum in Marbach am Neckar eingerichtet wurde.
Seit 1982 verleiht die Stadt Horb zu seinem Gedächtnis den Berthold-Auerbach-Literaturpreis.
In Berlin ist die Auerbachstraße zu seinen Ehren benannt. Die Umbenennung in Auerbacher Straße durch die Nationalsozialisten 1938 wurde 2013 rückgängig gemacht.
In Stuttgart gibt es seit 1946 eine Auerbachstraße in den Stadtbezirken Bad Cannstatt und Burgholzhof.
In Hamburg-Iserbrook gibt es seit 1952 ebenfalls eine nach ihm benannte Auerbachstraße. 
Heute gibt es in Deutschland 20 Mal eine Auerbachstraße.

## Denkmäler
1907 wurde an Auerbachs Geburtshaus in Nordstetten eine bronzene Gedenktafel von Heinrich Jassoy angebracht. Sie trug ein Reliefmedaillon Auerbachs von Anton Händler nach einem verlorenen Original von Auerbachs Freund Ernst Rietschel. Die Gedenktafel wurde nach 1933 von den Nazis zerstört.
1909 wurde im Kurpark in Stuttgart-Bad Cannstatt ein Denkmal für Berthold Auerbach errichtet: eine Steinstele mit einer Büste Auerbachs, die von dem Karlsruher Bildhauer Hermann Volz geschaffen wurde. Die Büste wurde nach 1933 von den Nazis zerstört.
Nach dem Zweiten Weltkrieg wurde das Denkmal 1951 in anderer Form erneuert. Eine rechteckige Steinstele trägt das bronzene Medaillonrelief von Berthold Auerbach, das von Anton Händler nach einem verlorenen Original von Auerbachs Freund Ernst Rietschel geschaffen wurde.

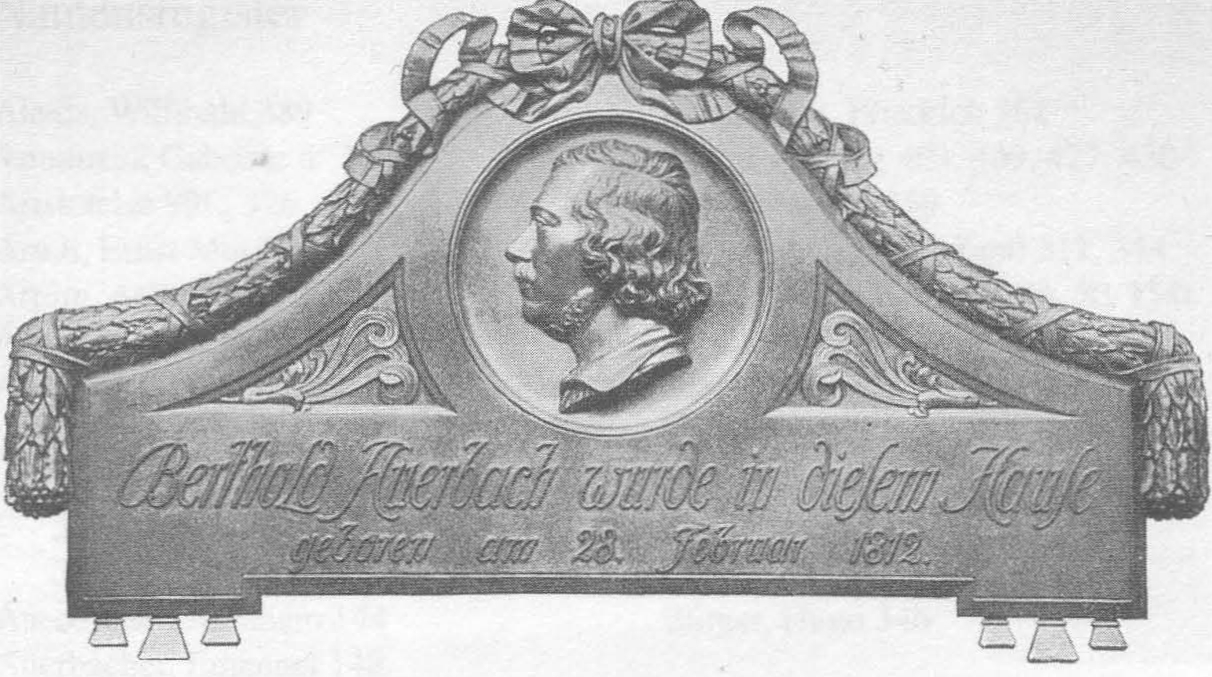
Gedenktafel an Auerbachs Geburtshaus in Nordstetten, 1907, nach 1933 zerstört.
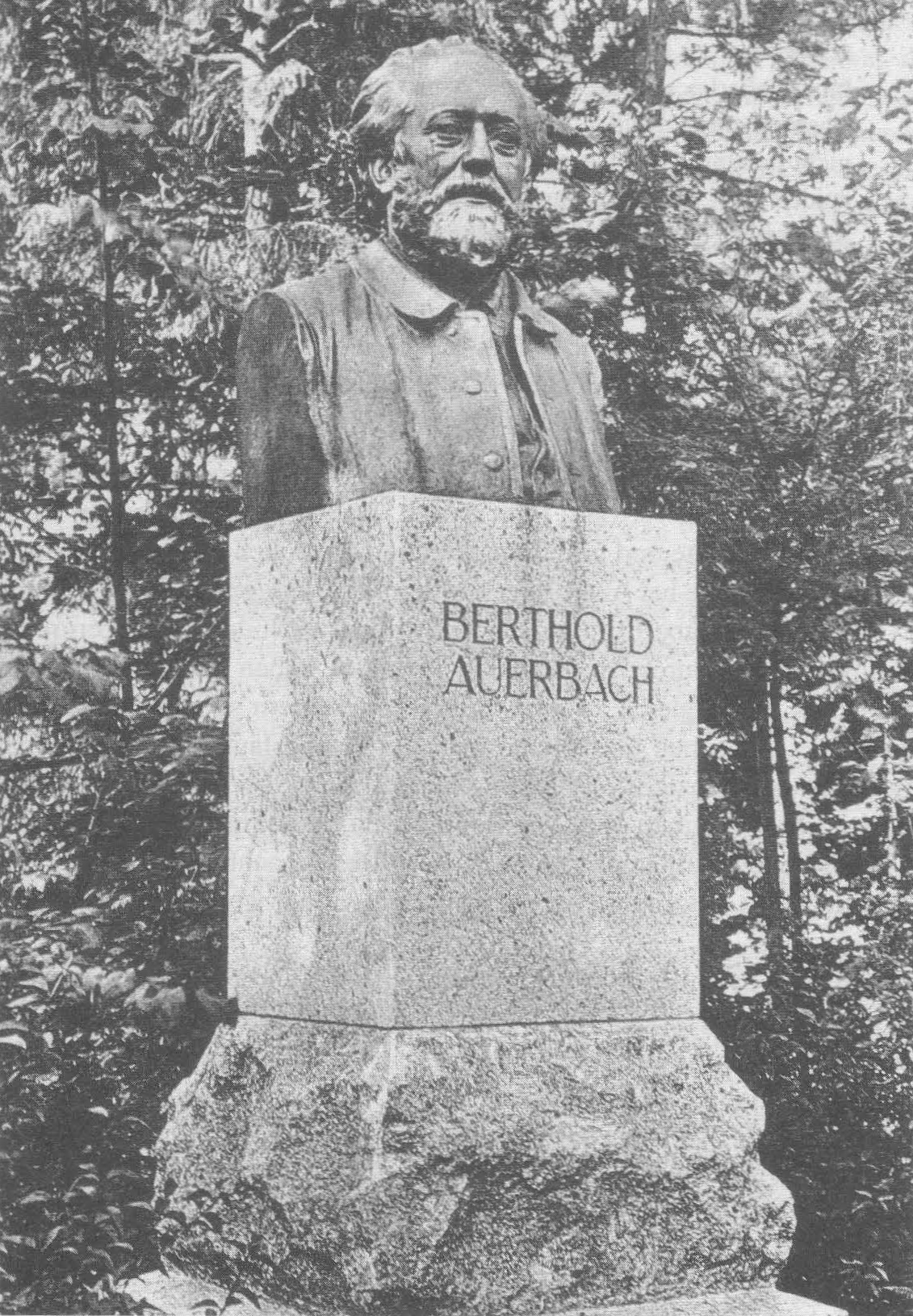
Denkmal in Stuttgart-Bad Cannstatt, 1909, nach 1933 zerstört.
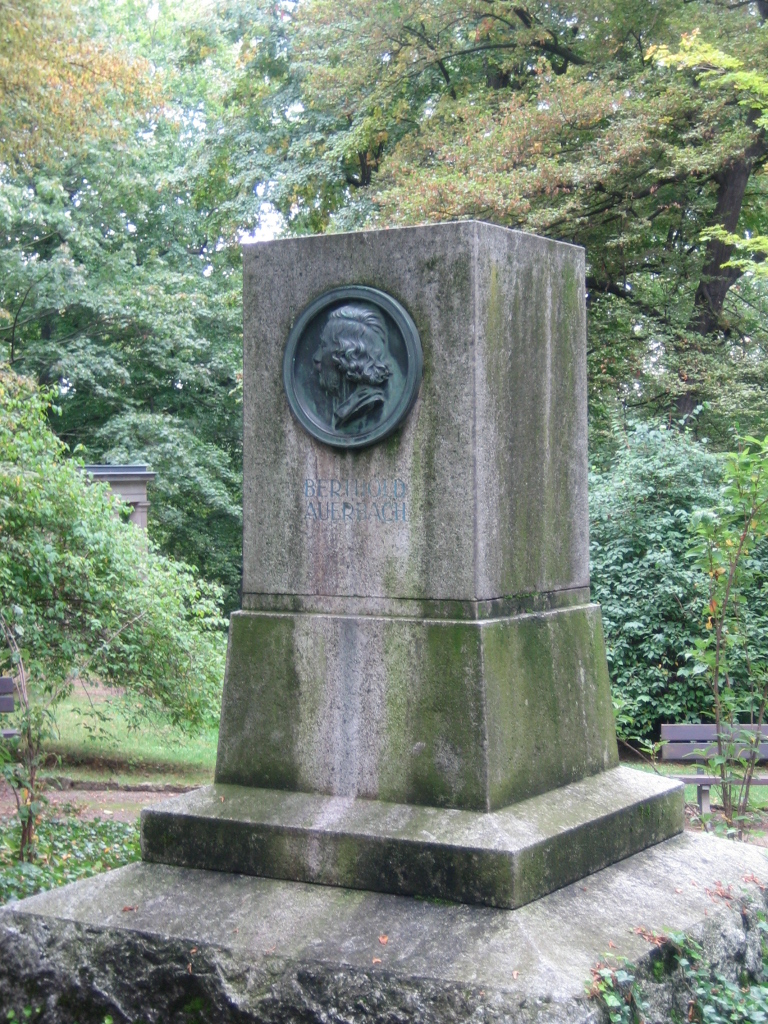
Denkmal in Stuttgart-Bad Cannstatt, 2007.
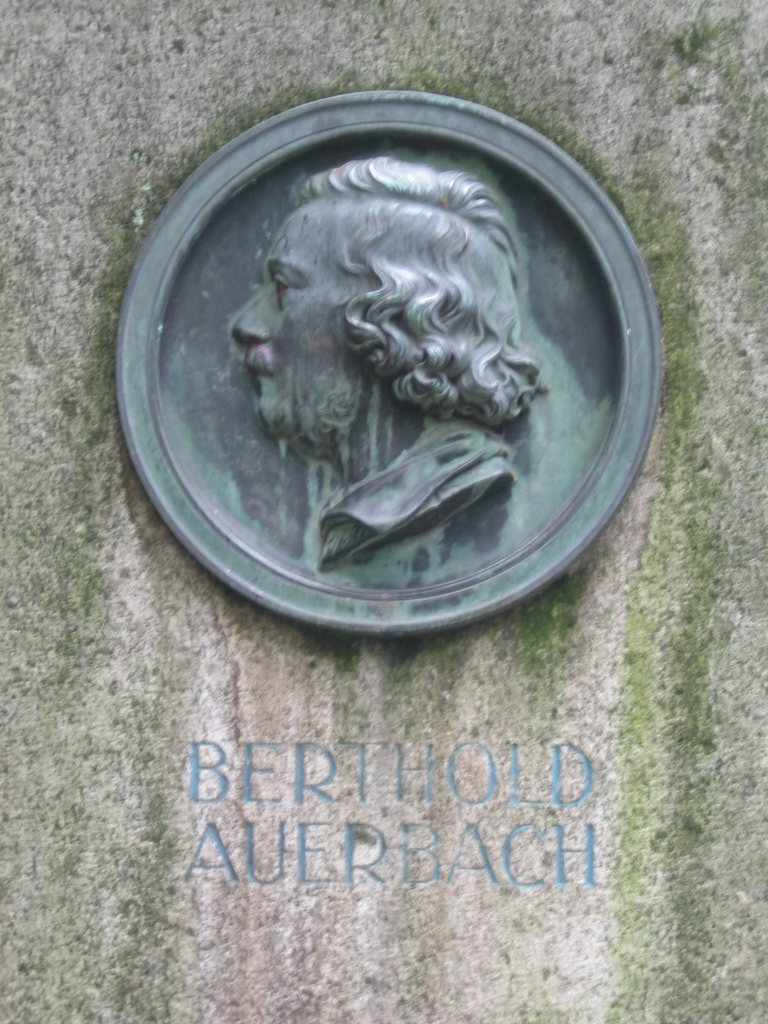
Medaillon-relief des Denkmals.

## Werke
- Friedrich der Große. Sein Leben und Wirken. 1834.
- Das Judenthum und die neueste Literatur. Essay. 1836.
- Spinoza. Roman. 1837.
- Das Sängerfest zu Frankfurt am Main. In: europa. 1838, S. 481 ff.
- Dichter und Kaufmann. Roman. 1840. (Über Moses Ephraim Kuh)
- Der Brückenweg (Viadukt) bei Burtscheid in der Nähe von Aachen. In: Deutsches Familienbuch. 1843, Band 1, S. 409.
- Schwarzwälder Dorfgeschichten. Erzählungen. 1843–1854.
  - Diethelm von Buchenberg.
  - Die Frau Professorin.
- Oskar. Trauerspiel. 1844.
- Der Gevattersmann (Kalender). 1844–1847.
- Schrift und Volk. Grundzüge der volksthümlichen Literatur. 1846.
- Auerbach's Dorfgeschichten, 1848. (Digitalisat)[19]
- Tagebuch aus Wien. 1849. (Digitalisat)
- Andree Hofer. Tragödie. 1850.
- Deutsche Abende. Reden. 1851.
- Neues Leben. Roman. 1852.
- Der Wahlbruder. Trauerspiel in 5 Aufzügen. Dresden 1855. (Nur als Manuskript gedr.)
- Barfüßele. Erzählung. 1856.
- Volkskalender. 1858–1868.
- Der Wahrspruch. Schauspiel in 5 Akten. Weber, Leipzig 1859. (Nur als Manuskript gedr.)
- Joseph im Schnee. Eine Erzählung. Stuttgart: Cotta 1860. (Digitalisat)
- Goethe und die Erzählungskunst. 1861. (Digitalisat)
- Auf der Höhe. Roman. Verlag der Cotta’schen Buchhandlung, Stuttgart 1865.
- Das Landhaus am Rhein. Roman. 1869.
- Wieder uns! Gedenkblätter zur Geschichte dieser Tage. Verlag der Cotta’schen Buchhandlung, Stuttgart 1871.
- Zur Guten Stunde. Gesammelte Volkserzählungen. 2 Bände. Hoffmann, Stuttgart 1872.
- Waldfried. Eine vaterländische Familiengeschichte Roman. 6 Bücher. 1874.
- Tausend Gedanken des Collaborators. Aphorismen. 1876.
- Drei einzige Töchter. Novellen. 1875.
- Nach dreißig Jahren. Neue Dorfgeschichten. 1876.
- Landolin von Reutershöfen. Roman. 1878.
- Der Forstmeister. Roman. 1879.
- Brigitta. Roman. 1880.
- Barfüßele. Cotta, Stuttgart 1870. Digitalisierte Ausgabe der Universitäts- und Landesbibliothek Düsseldorf, Ausgabe von 1856 (Digitalisat)[20]

## Briefe und Literatur
- Briefe an seinen Freund Jakob Auerbach. Ein biographisches Denkmal. Mit Vorbemerkung von Friedrich Spielhagen und dem Herausgeber [Jakob Auerbach]. 2 Bände. Literarische Anstalt, Frankfurt am Main 1884.
- Felix Jeanplong: Berthold Auerbach. In: Biographisch-Bibliographisches Kirchenlexikon (BBKL). Band 42, Bautz, Nordhausen 2021, ISBN 978-3-95948-505-0, Sp. 66–70 (Artikel/Artikelanfang im Internet-Archive).

zur Biographie
- Anton Bettelheim: Auerbach, Berthold. In: Allgemeine Deutsche Biographie (ADB). Band 47, Duncker & Humblot, Leipzig 1903, S. 412–419.
- Anton Bettelheim: Berthold Auerbach. Der Mann, sein Werk, sein Nachlaß. Cotta, Stuttgart 1907. Digitalisat 14,7 MB
- Fritz Martini: Auerbach, Berthold. In: Neue Deutsche Biographie (NDB). Band 1, Duncker & Humblot, Berlin 1953, ISBN 3-428-00182-6, S. 434 f. (Digitalisat).
- Thomas Scheuffelen: Berthold Auerbach (= Marbacher Magazin 36, Sonderheft). Hg. v. Ulrich Ott. Eigenverlag des Deutschen Literaturarchivs Marbach, Marbach a.N. 1986.
- Hermann Kinder: Berthold Auerbach – „Einst fast eine Weltberühmtheit“. Eine Collage. Verlag Klöpfer & Meyer, Tübingen 2011, ISBN 978-3-86351-005-3.
- Dieter G. Maier: Berthold Auerbach – Schriftsteller und Volkserzieher im 19. Jahrhundert. Jüdische Miniaturen, Band 216. Hentrich & Hentrich, Berlin 2018, ISBN 978-3-95565-254-8.
- Auerbach, Berthold, in: Lexikon deutsch-jüdischer Autoren, Band 1, 1992, S. 231–245

Bücher zum Werk
- Matthias T. Kill: Berthold Auerbach als Schriftsteller. Dissertation. Universität Bonn 1924.
- Walthari Dietz: Weltanschauung und Reflexion bei Berthold Auerbach. Dissertation. Universität Würzburg 1925.
- Hermann Kinder: Poesie und Synthese. Ausbreitung eines deutschen Realismus-Verständnisses in der Mitte des 19. Jahrhunderts. Athenäum, Frankfurt am Main 1973, ISBN 3-7610-0215-7, S. 116–135.
- Moses Isaac Zwick: Berthold Auerbachs sozialpolitischer und ethischer Liberalismus. Kohlhammer, Stuttgart 1933. (zugl. Dissertation. Columbia Univ. New York)
- Peter Mettenleiter: Destruktion der Heimatdichtung. Typologische Untersuchung zu Gotthelf, Auerbach, Ganghofer. Tübinger Vereinigung für Volkskunde, Tübingen 1974.
- Peter Zimmermann: Der Bauernroman. Antifeudalismus ― Konservativismus ― Faschismus. Metzler, Stuttgart 1975.
- Uwe Baur: Dorfgeschichte. Zur Entstehung und gesellschaftlichen Funktion einer literarischen Gattung im Vormärz. Fink, München 1981, ISBN 3-7705-1544-7. (Zugl. Habilitationsschrift, Universität Graz)
- Bernd Ballmann, Albrecht Regenbogen (Hrsg.): 150 Jahre Schwarzwälder Dorfgeschichten von Berthold Auerbach 1843–1993. Dokumentation und Aufsätze zu einer neuen Erzählform im Vormärz. Kultur- und Museumsverein, Horb am Neckar 1994.
- Kerstin Hagemeyer: Jüdisches Leben in Dresden. Ausstellung anlässlich der Weihe der neuen Synagoge Dresden am 9. November 2001. Sächsische Landesbibliothek – Staats- und Universitätsbibliothek Dresden, Berlin 2002, ISBN 3-910005-27-6.
- Rosemarie Schuder: Deutsches Stiefmutterland. Wege zu Berthold Auerbach. (= Jüdische Memoiren. Band 9). Hentrich & Hentrich, Teetz 2003, ISBN 3-933471-40-0.
- Kerstin Sarnecki: Erfolgreich gescheitert. Berthold Auerbach und die Grenzen der jüdischen Emanzipation im 19. Jahrhundert. (= Oldenburgische Beiträge zu Jüdischen Studien. Band 17). Universitätsverlag, Oldenburg 2006, ISBN 3-8142-2019-6. (früherer Titel Das jüdische Selbstverständnis)
- Petra Schlüter: Berthold Auerbach. Ein Volksaufklärer im 19. Jahrhundert. Königshausen & Neumann, Würzburg 2010, ISBN 978-3-8260-4291-1.
- Hermann Bausinger (Hrsg.): Berthold Auerbach – Dorfgeschichten. (= Eine kleine Landesbibliothek. Nr. 19). Klöpfer und Meyer, Tübingen 2011, ISBN 978-3-940086-70-9.
- Jesko Reiling (Hrsg.): Berthold Auerbach (1812–1882). Werk und Wirkung. Universitätsverlag Winter, Heidelberg 2012, ISBN 978-3-8253-6049-8.
- Christof Hamann, Michael Scheffel (Hg.): Berthold Auerbach. Ein Autor im Kontext des 19. Jahrhunderts. Wissenschaftlicher Verlag Trier 2013, ISBN 978-3-86821-476-5.

Aufsätze zum Werk
- Jürgen Hein: Berthold Auerbach. Ein Literaturpädagoge des 19. Jahrhunderts. In: Josef Tymister u. a. (Hrsg.): Beiträge zur Didaktik und Erziehungswissenschaft. Festschrift für Theodor Rutt. Schöningh, Paderborn 1971, ISBN 3-506-70715-9, S. 189–202.
- M. Pazi: Berthold Auerbach – dem jüdischen Autor der deutschen Dorfgeschichte zum 100. Todestag. In: Neue Deutsche Hefte. Band 29, Heft 1, 1982, S. 95–109.
- Nancy Kaiser: Berthold Auerbach. The Dilemma of the Jewish Humanist from Vormärz to Empire. In: German Studies Review. Band 6, 1983, S. 406.
- H. D. Horch: Judenbilder in der realistischen Erzählliteratur. In: Herbert A. Strauss, Christhard Hoffmann (Hrsg.): Juden und Judentum in der Literatur. Deutscher Taschenbuch Verlag, München 1985, ISBN 3-423-10513-5, S. 140–171.
- Anita Bunyan: Volksliteratur und nationale Identität. Zu kritischen Schriften Berthold Auerbachs. In: Martina Lauster (Hrsg.): Deutschland und der europäische Zeitgeist. Kosmopolitische Dimensionen in der Literatur des Vormärz. Aisthesis-Verlag, Bielefeld 1994, ISBN 3-925670-83-1, S. 63–89.
- Jonathan Skolnik: Writing Jewish History between Gutzkow and Goethe. Auerbachs Spinoza and the Birth of Modern Jewish Historical Fiction. In: Prooftexts. A Journal of Jewish Literary History. Band 19, Heft 2, 1999, S. 101–126.
- Peter Brugger: Berthold Auerbach ― Geschichte eines Bucherfolgs. In: Frankfurter Allgemeine Zeitung. 22. Februar 2012, Geisteswissenschaften.
- Stefan Knödler: Berthold Auerbach: Vom Studenten der mosaischen Theologie in Tübingen zum Schriftsteller von Weltruhm. In: Benigna Schönhagen, Wilfried Setzler (Hrsg.): Jüdisches Schwaben. Neue Perspektiven auf das Zusammenleben von Juden und Christen. Jan Thorbecke Verlag, Ostfildern 2024 (landeskundig. Tübinger Vorträge zur Landesgeschichte; 7), ISBN 978-3-7995-2076-8, S. 145–164.